# Crest Hill
Crest Hill est une ville américaine située dans le comté de Will, dans le nord de l'Illinois, dans la banlieue de Chicago. Le Stateville Correctional Center, un établissement pénitentiaire, se trouve sur le territoire de Crest Hill.